# Ґавлово
Ґавлово (пол. Gawłowo) — село в Польщі, у гміні Нове Място Плонського повіту Мазовецького воєводства.
Населення — 190 осіб (2011).
У 1975-1998 роках село належало до Цехановського воєводства.

## Демографія
Демографічна структура станом на 31 березня 2011 року:
|          | Загалом | Допрацездатний вік | Працездатний вік | Постпрацездатний вік |
| -------- | ------- | ------------------ | ---------------- | -------------------- |
| Чоловіки | 101     | 24                 | 68               | 9                    |
| Жінки    | 89      | 19                 | 52               | 18                   |
| Разом    | 190     | 43                 | 120              | 27                   |